# Zakrzów (Głogów)
Pour les articles homonymes, voir Zakrzów.
Zakrzów est une localité polonaise de la gmina de Kotla, située dans le powiat de Głogów en voïvodie de Basse-Silésie.